# 周保中将军纪念馆
周保中将军纪念馆是中华人民共和国云南省大理白族自治州大理市的一家革命纪念博物馆。2021年10月1日正式开放，馆舍位于湾桥镇上湾桥村，建筑面积999平方米，展厅面积990平方米。截至2024年该馆共有藏品967件（套），其中珍贵文物18件（套）。
周保中将军纪念馆，原称周保中故居，位于云南省大理州大理市湾桥镇湾桥村委会上湾桥村。

## 历史沿革
原周保中故居位于湾桥村中部，坐北朝南，北面草房三间为正房，南面两间草房为厨房和厩房。1951年焚毁无存（另说在1949年因年久失修而倒坍），此后故居大部分用地被村民建盖新房、修建道路等。1985年9月，周保中故居被公布为第一批大理市文物保护单位；1987年12月公布为第三批云南省文物保护单位。1994年在湾桥村东恢复重建周保中故居，并塑周保中全身铜雕像，1998年11月建成开放。2002年周保中诞辰一百周年之际，当地政府对故居进行整修并扩充陈列室，请宋任穷为周保中塑像题名。2012年，再次对故居提升改造，并更名为周保中将军纪念馆。2019年9月命名为全国爱国主义教育示范基地。

## 建筑
纪念馆坐西向东，占地面积11.6亩，由牌坊（大门）、塑像、纪念石碑、纪念林、展厅和观影室组成。展区总面积990平方米，是一座三坊一照壁白族民居建筑，陈列周保中生前遗物103件。周保中将军全身铜像高3米，方形基座高1.8米，铜像前镶嵌一块大理石，上为宋任穷所题“周保中将军”。